# Abdon Robert Casso
Pour les articles homonymes, voir Casso.
Abdon Robert Casso, communément appelé le général Casso, né le 27 août 1912 à Valmanya (Pyrénées-Orientales) et mort le 25 février 2002 à Saint-Mandé, est un ingénieur, militaire, résistant et homme politique français.

## Biographie

### Enfance, famille et études
Abdon Robert Casso naît le 27 août 1912 dans les bâtiments des Mines de fer de La Pinouse à Valmanya, dans les Pyrénées-Orientales. Sa mère Catherine est cantinière de la mine et son père Abdon Sennen Casso (1871-1945) est contremaître chargé de l'approvisionnement de la mine. Il est élevé avec son frère, Désiré, qui deviendra plus tard professeur agrégé de lettres. Catholique pratiquant, élève brillant, il intègre l'École nationale supérieure des mines d'Alès, dont il ressort major à 21 ans avec le titre d'ingénieur civil. Natif des villages les plus méridionaux de France, catalan dans l'âme[réf. nécessaire], il gardera à vie l'accent rocailleux typique des habitants du massif du Canigou.
En 1935, Abdon Robert Casso épouse à Rohrbach-lès-Bitche, le soir de Noël, Jeanne Hessemann (1912-1986). Ils auront ensemble trois enfants : Gérard Casso, membre de l'Ordre de Malte, né en 1938, Christiane Casso épouse Mallard, née en 1941, et Jean-Marc Casso, ancien président du groupe Casso, expert près la Cour de cassation, né en 1945. Sa petite-fille, et fille de Gérard Casso, est Nathalie Casso-Vicarini, fondatrice et déléguée générale de l'association Ensemble pour la Petite Enfance. Elle est nommée Chevalier de la Légion d'honneur en 2018. Emmanuel Casso, l'un de ses petits-fils, est colonel de la Gendarmerie nationale.
Son épouse Jeanne est la tante de l'homme politique Jean-Marie Rausch,.

### La Seconde Guerre mondiale et la Résistance

#### Le génie et l'ouvrage de Rohrbach
À l'issue de son service militaire, puis engagé volontaire, il commence sa carrière militaire dans le génie en septembre 1935 en participant à la conception et à la construction d'ouvrages de la ligne Maginot dont l'ouvrage de Rohrbach, désormais dénommé fort Casso. Les années 1935 à 1938 lui permettent d’assurer la direction complète de travaux de construction pour 86 ouvrages de fortification. Nommé chef de chantier à la tranche Wittring-Rohrbach et assisté de deux polytechniciens, il dirige la construction de l'ouvrage de Rohrbach mais également la construction de plusieurs ouvrages défensifs militaires.

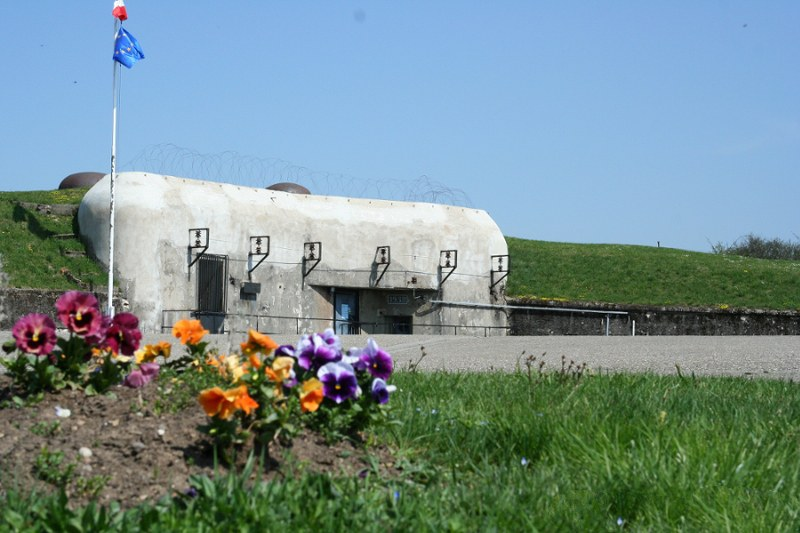
Bloc 2 du Fort Casso à Rohrbach-lès-Bitche (Moselle)

L'ouvrage inauguré en 1938 mène le combat pendant le mois de juin 1940, couvrant le repli des troupes françaises sur la zone, et rend finalement les armes le 22 juin 1940. L'armistice impose de remettre l'ouvrage à la Wehrmacht le 1er juillet 1940. Abdon Robert Casso est fait prisonnier par les troupes allemandes le 2 juillet 1940, et doit participer à la relève des mines. Il est ensuite transféré à la prison de Sarreguemines, puis à Sarrebruck, et finalement Ludwigsbourg. Il réussit à s'évader en septembre 1940.

#### La Résistance
De retour dans son village natal, Valmanya, il fonde avec son père Abdon Sennen Casso assisté de l'instituteur du village, René Horte, un réseau de résistance dénommé Sainte Jeanne,. Abdon Robert est élu maire de Valmanya en 1941. Les missions qu'il exécute avec son épouse Jeanne pour les Forces Françaises de l'intérieur au grade de commandant, agent P2, et notamment pour le compte des réseaux Darius puis Gallia l'amènent à organiser un corridor d'évasion vers l'Espagne, et à transmettre aux Alliés des éléments stratégiques.
Le 7 août 1943, un officier allemand rejoint le village de Valmanya à la recherche de résistants dont Abdon Robert Casso, fondateur du réseau Sainte Jeanne, et René Horte, son bras droit, secrétaire de mairie et instituteur du village. René Horte, dissimulé dans les bâtiments du Mas Cabanats parvient à tirer et blesser un officier allemand. Abdon Robert Casso n'est pas présent sur les lieux. Les allemands, à la recherche d'autres suspects, reviennent trois jours après ces évènements pour arrêter Abdon Sennen Casso, père d'Abdon Robert Casso. La mère d'Abdon Robert Casso, Catherine est aussi arrêtée, mais faisant un malaise, parvient à rester sur place. Sabine Gonzalez Bartoli, ainsi que sa mère Carmen sont arrêtées et déportées. Abdon Sennen est fait prisonnier, pour être ensuite déporté au camp de Buchenwald jusqu'en mai 1945, à la libération du camp.
Aux commandes de sa formation, Abdon Robert Casso poursuit plusieurs missions pour le Réseau Darius, puis Brutus, et mène le 28 juin 1944 l’attaque d’un détachement à Mézières au cours de laquelle pas moins de 28 ennemis sont tués et 4 sont faits prisonniers. Il interdit cependant à ses hommes les actions de représailles et c’est aux forces américaines qu’il remettra ses prisonniers. Quelques jours plus tard, il s’empare de documents appartenant aux services de la Gestapo de Paris et d’Orléans. Cette documentation donne en particulier des renseignements précis sur l’usine d’assemblage du V1 que cache le tunnel de Rilly, les installations du camp de Mailly, l'un des quartiers généraux de la Wehrmacht en France. Ces plans, bien que parcellaires, mentionnent la position de nombreux abris, le tracé d’un tunnel, l’emplacement de postes de mitrailleuses, de DCA, et d'abris souterrains. Ces documents sont transmis à Londres par son épouse Jeanne, et contribueront entre autres à ce que l'aviation alliée puisse bombarder abondamment le site de Rilly le 31 juillet 1944 afin de détruire l'usine d'assemblage du V1.
Le 14 août 1944, au cours d'une mission de renseignement, Abdon Robert Casso est touché au visage, aux genoux et à l'épaule par des éclats de tirs d'un appareil de la Lufftwaffe à proximité de Mont-Notre-Dame. Une fois rétabli, il demande à intégrer les troupes américaines en progression vers l'Est. Grâce à sa connaissance de la région, il accompagne la poussée américaine sur la Sarre et concourt à la libération de la ville de Metz. Poursuivant avec les éléments de tête, il est le premier officier français à entrer avec les Alliés dans le camp de Buchenwald où il a la surprise de retrouver son père, Abdon Sennen Casso, vivant. Celui-ci décédera le 15 mai 1945 dans son domaine familial de Valmanya des suites des mauvais traitements subis lors de sa détention à Buchenwald. Déporté Mort pour la France, il sera fait Chevalier de la Légion d'Honneur à titre posthume.
Les faits et actions de résistance vaudront à Abdon Robert Casso une citation à l'ordre de l'Armée, avec attribution de la croix de guerre avec palme. Abdon Robert Casso acquiert aussi la qualité de Français libre.

### L'après-guerre, les campagnes d'Indochine et d'Algérie, et l'État major général
De retour dans l'Armée après la Libération, il poursuit sa carrière d'officier avec le grade de capitaine, grade qui lui avait déjà été promis dès 1940 pour les qualités qu'il avait démontrées dans la construction de l'ouvrage de Rohrbach-lès-Bitche. Il participe à la reconstruction de la ville de Metz, et termine simultanément ses études pour devenir docteur ès sciences (faculté des sciences de Paris) en 1948.
C'est ensuite au Tonkin que le commandant Casso poursuit sa carrière de 1950 à 1954. À la tête d'un bataillon du Génie puis chef d'état-major du groupement opérationnel de la Rivière Noire pendant deux ans, il se voit confier l'équipement défensif du secteur d'Hải Phòng et est l'un des artisans de la prise de Hòa Bình, l'une des rares victoires françaises, et de la défense de Na San,.
Le commandant Casso est promu au grade d'officier de la Légion d'honneur le 5 janvier 1953.
À son retour en France, il est affecté à l’État-Major général de la Défense nationale au Service d'action psychologique.
Envoyé à la tête du Génie de la région d'Alger en 1961, il contrôle et inspecte les travaux engagés par les sapeurs chargés de relever des mines et ouvrir des itinéraires, détecter des constructions souterraines, grottes et caches, réaliser des pistes, et créer les installations qui protègent le câble sous-marin reliant Fort-de-l'Eau à la métropole. Grièvement blessé des suites d'un attentat visant l’état-major du Génie d'Alger le 17 mars 1962, veille des Accords d'Evian, il est contraint de rentrer quelques mois plus tard en métropole.

### Le régiment et la brigade de sapeurs-pompiers de Paris

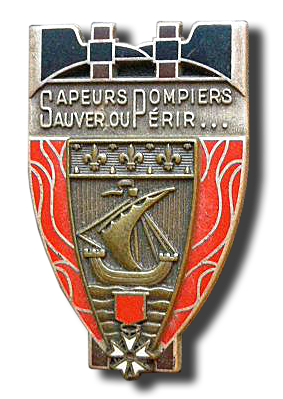
Insigne règlementaire de la Brigade de sapeurs-pompiers de Paris (BSPP)

En 1963, le colonel Casso se voit attribuer le commandement du Régiment de sapeurs-pompiers de Paris. C’est sous son impulsion que la zone d’intervention s’étendra désormais aux départements limitrophes de Paris, et que cette formation militaire se verra dotée d’une organisation taillée sur mesure pour gérer les grandes catastrophes et mener une meilleure conduite des interventions.
Sous son commandement, les premières ambulances de réanimation entrent en action et les centres de formation se développent.
Abdon Robert Casso est nommé par le président de la République, Charles de Gaulle, général de ce qui devient en 1967 la brigade de sapeurs-pompiers de Paris.
Pendant son temps de commandement (1963-1970), il participe personnellement à 97 interventions, dont celle qui a permis de maîtriser l’un des plus grands incendies de l’histoire de la Brigade : l'incendie de la société des hydrocarbures de Saint-Denis, le 29 janvier 1968 (400 hommes mobilisés). Il a un rôle stratégique dans les événements de mai 1968 à Paris ; son concours sera réclamé à cette occasion par l'Élysée.
Jusqu'en 1970, il adapte amplement la Brigade pour répondre à l'extension de la capitale et du bassin parisien. Il ouvre des centres de formation, et développe la politique de recrutement en faisant évoluer le statut des soldats du feu. Il participe aussi à la direction de nombreux chantiers directement liés à la sécurité et à la modernisation de Paris.
Le général Casso laisse une trace importante aux soldats du feu en écrivant l'Éthique du Sapeur-Pompier qui doit être lue en caserne chaque semaine et apprise par cœur par les nouvelles recrues de la Brigade.
Il est élevé au grade de commandeur dans l'ordre national de la Légion d'honneur en 1965.

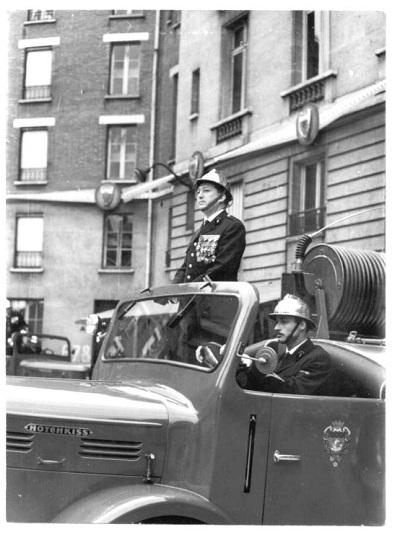
Le général Casso passant en revue des troupes, 1967.

### La retraite et la politique à Paris
Atteint par la limite d'âge pour ses fonctions militaires, il est nommé en 1970 maire du 17e arrondissement de Paris sur proposition du ministre de l'Intérieur. Il occupe cette fonction jusqu'en 1976.
Jouissant d'une certaine popularité dans la capitale, il se présente aux élections législatives de 1978 dans le 19e arrondissement de Paris, mais est battu par Paul Laurent, candidat communiste. Il forme un recours devant le Conseil constitutionnel pour fraude électorale, mais sa requête est rejetée, faute d'éléments probants suffisants.
Nommé expert près la Cour de cassation en incendie explosion, il fonde un cabinet de conseil en sécurité incendie, repris et développé ensuite par son fils Jean-Marc Casso.
Le général Casso est élevé à la dignité de Grand Officier dans l'ordre national de la Légion d'honneur en 1993 dont les insignes lui sont remis au cours d'une cérémonie aux Invalides à Paris par le président de la République, François Mitterrand.

### Les relations avec le général de Gaulle et sa famille
De la Résistance jusqu'au 9 novembre 1970, des relations de proximité entre Abdon Robert Casso et la famille de Gaulle semblent exister. Parmi plusieurs personnalités traversant clandestinement la frontière espagnole entre 1940 et 1945 par les Pyrénées-Orientales, on compte Xavier de Gaulle, frère du général de Gaulle, et résidant un moment à Ille-sur-Têt, et Roger de Gaulle, neveu du Général. Selon certaines sources, Abdon Robert Casso aurait participé à l'évasion vers l'Espagne de certains membres de la famille de Gaulle. On retrouve aussi des invitations du couple Casso à l'Élysée par le général de Gaulle alors président de la République, ainsi qu'un document, dernier écrit de la main du général de Gaulle trois-quarts d'heure avant son décès le 9 novembre 1970 à la Boisserie, mentionnant « général Casso ». L'Amiral Philippe de Gaulle qui réside depuis avril 2022 à l'Institut national des invalides continue d'entretenir des relations régulières avec la famille Casso.

## Hommages

### Décorations
Abdon Robert Casso est titulaire de plus d'une centaine de décorations françaises et étrangères.

#### Principales décorations françaises
- Grand officier de la Légion d'honneur (1993)[38]
- Croix de guerre 1939-1945, avec palme et 6 citations à l'ordre de l'Armée[43]
- Médaille de la Résistance française[43]
- Croix de guerre des Théâtres d'opérations extérieurs, avec 2 palmes et 3 citations[43]
- Croix de la Valeur militaire[43]
- Chevalier de l'ordre des Palmes académiques[43]
- Officier de l'ordre du Mérite agricole[43]
- Médaille des évadés[43]
- Croix du combattant volontaire de la Résistance[43]
- Médaille d'honneur pour acte de courage et de dévouement, vermeil[43]
- Médaille commémorative des services volontaires dans la France libre[43]
- Croix du combattant
- Croix du combattant volontaire
- Médaille commémorative française de la guerre 1939-1945
- Insigne des blessés militaires
- Médaille commémorative de la campagne d'Indochine
- Médaille commémorative des opérations de sécurité et de maintien de l'ordre
- Médaille de la jeunesse, des sports et de l'engagement associatif, argent

#### Principales décorations étrangères
- American Legion
- Ordre national du Vietnam, remis par l'empereur Bảo Đại (1951)[44]
- Croix de la bravoure vietnamienne, avec citation
- Officier de l'ordre du Mérite civil Taï

### Postérité
À la mort du général Casso en 2002, le maire de Paris, Bertrand Delanoë, prononce son éloge funèbre au Conseil de Paris.
Plusieurs lieux ont été nommés en sa mémoire :
- Une place à Valmanya, sa ville natale, située devant la mairie[16] ;
- Une esplanade du 17e arrondissement de Paris, située devant l'État-Major de la brigade de sapeurs-pompiers[46],[47] ;
- L'ouvrage de Rohrbach, vestige de la ligne Maginot situé à Rohrbach-lès-Bitche, renommé « fort Casso » en son honneur par décision du conseil municipal. À l'intérieur de l'ouvrage — qu'il avait contribué à construire avant la Seconde Guerre mondiale —, un musée conserve quelques armes et effets lui ayant appartenu.

Son nom a également été utilisé dans l'enseignement supérieur :
- L'École nationale supérieure des mines d'Alès, dont il sortit major en 1933, a nommé l'un de ses centres de recherche l'Institut des sciences et des risques Robert Casso[48],[49] ;
- Il est le parrain de la promotion 2018-2019 du 4e bataillon de l'École spéciale militaire de Saint-Cyr[50],[51].
- Il est le parrain de la 14e promotion de l'École nationale supérieure des ingénieurs de l'infrastructure militaire, baptisée en juin 2025 dans la cour d'honneur des Invalides.

Par ailleurs, en 2017, une exposition intitulée « Pompiers de Paris – Notre mission : Sauver », organisée à l'hôtel de ville de Paris, a présenté une vitrine d'effets personnels (costumes, képi, décorations, accessoires) et des documents photo et vidéo du général Casso,,.

### Œuvres
- Contribution à l'étude des précipitations diluviennes et des glissements de terrain en Roussillon, thèse, Paris, 1948, Faculté des Sciences de Paris
- Gibernes, propos de popote, éditions La Pensée universelle, 1994,  (ISBN 978-2-214-09834-9), 122 p.